# Letov Š-3
Bei dem Flugzeug Letov Š-3 handelt es sich um einen einmotorigen einsitzigen Hochdecker, der als Jagdflugzeug entwickelt wurde.

## Entwicklung
Der Erstflug der Maschine fand im Jahre 1922 statt. Die Konstruktion führte Alois Šmolík aus. Die Maschine war größtenteils aus Holz gebaut und mit Stoff bespannt. Sie verfügte nur über einen Pilotensitz. Die Maschinengewehre, die der Pilot bediente, waren starr nach vorne gerichtet.
Die Š-3 zeigte gute Schnellflugleistungen, aber die Militärs hatten kein Vertrauen zur Eindeckerausführung. Deswegen wurde das Projekt nach zwei Prototypen nicht weiter verfolgt; stattdessen wurde der Doppeldecker Letov Š-4 vorangetrieben. Allerdings wurden die Tragflächen der Letov Š-3 bei der Letov Š-12 nochmals verwendet.

## Technische Daten
| Kenngröße             | Daten                                                   |
| --------------------- | ------------------------------------------------------- |
| Besatzung             | 1                                                       |
| Länge                 | 7,08 m                                                  |
| Spannweite            | 10,13 m                                                 |
| Höhe                  | 3,04 m                                                  |
| Flügelfläche          | 17,6 m²                                                 |
| Flächenbelastung      | 52,7 kg/m²                                              |
| Leermasse             | 662 kg                                                  |
| max. Startmasse       | 928 kg                                                  |
| Reisegeschwindigkeit  | 190 km/h                                                |
| Höchstgeschwindigkeit | 225 km/h                                                |
| Steigzeit             | 15,54 min auf 5000 m Höhe                               |
| Dienstgipfelhöhe      | 8400 m                                                  |
| Reichweite            | 472 km                                                  |
| Flugzeit              | 1 h                                                     |
| Triebwerke            | 1 × 6-Zylinder-Reihenmotor BMW IIIa mit 136 kW (185 PS) |
| Bewaffnung            | 2 × MG 7,7 mm                                           |